# アーバンテラス茶屋町
アーバンテラス茶屋町（アーバンテラスちゃやまち）は、大阪市北区茶屋町にある商業施設。アーバンコーポレイションが運営。設計は北山孝二郎+K計画事務所、施工は竹中工務店。第27回大阪都市景観建築賞市長賞受賞。

## 概要
路面店でのショッピングを楽しめるよう、低層の建物を3棟構成にしており、テナント間にはコリドール（路地）を配置している。

## 施設概要
- 開業：2006年3月
- 階数：地上4階
- 延床面積：4,137平米(1,252坪)
- 敷地面積：1,748平米(528坪)
- 容積率：236.67％

## テナント
ファッション
- And A
- TOMMY HILFIGER
- around the shoes
- alook
- HINOYA
- LOFTMAN COOP UMEDA

飲食
- mouton MILLS(ダイニング・レストラン)
- diner eve（エスニック料理）
- Cafe La Boheme（イタリア料理)
- Monsoon Cafe（アジア料理)

サービス
- GABAマンツーマン英会話
- CARE（ヘアサロン）